# .bz

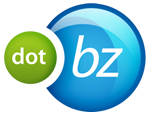

.bz는 벨리즈의 인터넷 국가 코드 최상위 도메인이다. 벨리즈 대학교에 의해 관리된다.
이탈리아의 수많은 웹사이트가 이 도메인을 사용하는데, 그 까닭은 볼자노의 준말과 볼자노 자치구 지역의 준말이 BZ이기 때문이다. 수많은 웹사이트가 이탈리아 하위 도메인 .bz.it를 사용한다. 오픈 소스 게임 BZFlag를 위한 서버도 .bz라는 이름을 사용하기도 했다.
사용 중인 일부 2차 도메인이 있지만 필수는 아니다.
- com.bz (상업용)
- edu.bz (교육용)
- gov.bz (정부)
- net.bz (네트워킹)
- org.bz (조직)